# Jehova-orde

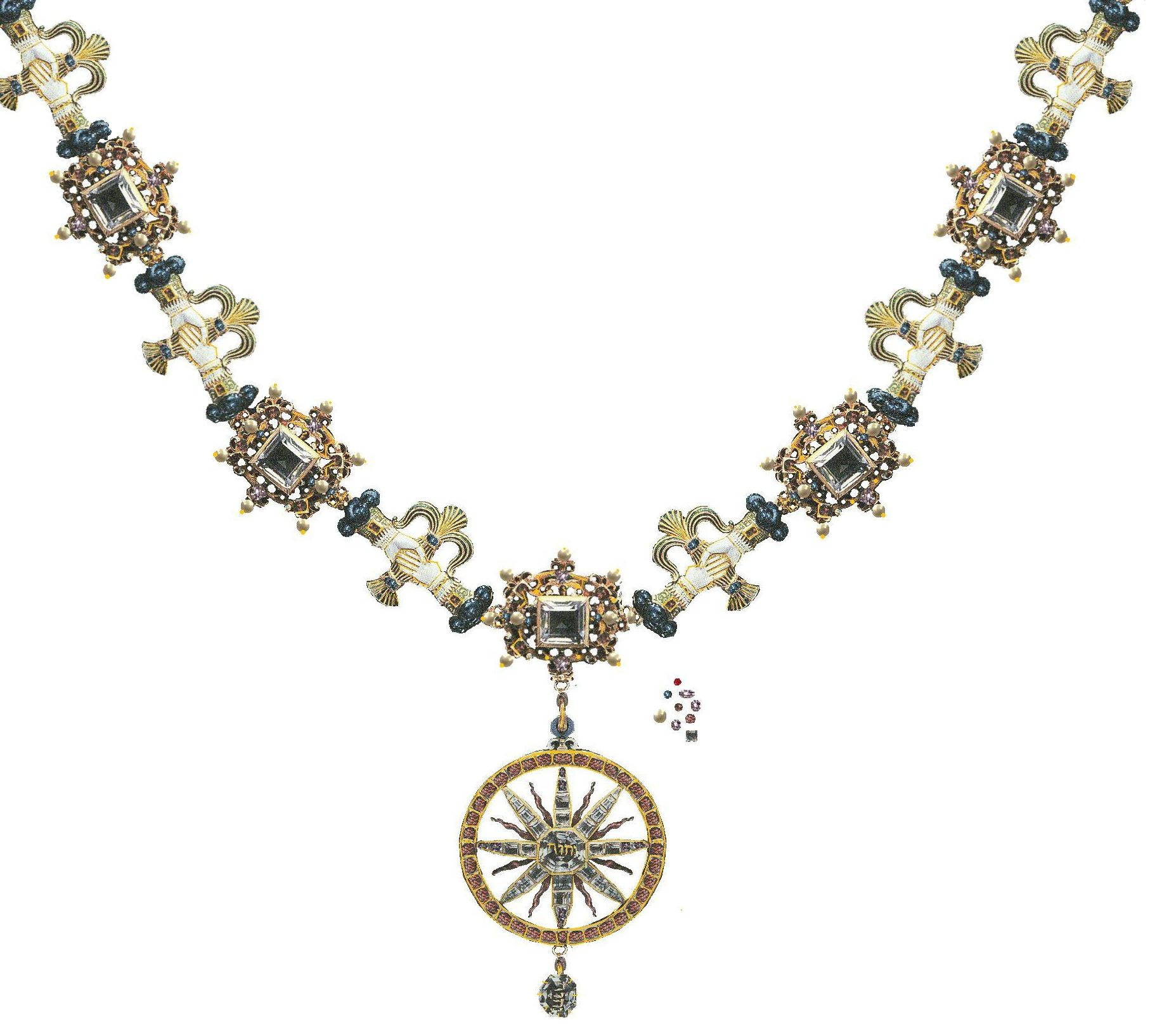
keten

De Jehova-orde (Zweeds: "Kungliga Jehovaorden") was een in 1606 door koning Karel IX van Zweden ingestelde ridderorde. De keten van deze orde werd volgens sommige bronnen alleen door de koning zelf gedragen en deze oude Zweedse ridderorde overleefde het overlijden van de stichter dan ook niet.
Zweden bezat in 1606 nog geen eigen ridderorde. De Meest Nobele Orde van de Serafijnen dateert uit 1748. In de tweede helft van de 16e eeuw zou een oudere Serafijnenorde hebben bestaan maar deze orde had voor zover bekend geen statuten. De Koninklijke Orde van het Zwaard dateert eveneens uit 1748 en ook deze ridderorde zou hebben aangeknoopt bij een oudere, en in vergetelheid geraakte, traditie en vorm; in dit geval bij de Lijflandse Orde van de Zwaardridders.
De Zweedse koning koos ervoor om in plaats van een pronkketen, zoals veel rijke en machtige heren die in de 15e en vroege 16e eeuw droegen, een ordeketen te dragen. Hij volgde daarin het voorbeeld van zijn Deense buurman die de keten van de Broederschap van de Moeder Gods, voorganger van de Orde van de Olifant droeg. De Zweedse monarch zal ook bekend zijn geweest met de ketens van de Orde van de Kousenband en de keten van het Gulden Vlies in Engeland en Bourgondië.
De naam JHWH – ook wel tetragrammaton (= ‘vierletterig woord’) genoemd – is, nadat klinkers zijn toegevoegd, de naam van God zoals die in het Oude Testament wordt gehanteerd. Het motto van de koning was "Jehovah solatium meum" of in het Zweeds "Gud är min tröst". In het Nederlands te vertalen als "Jehova is mijn troost".
Omdat de keten alleen door de koning werd gedragen en de orde geen statuten bezat is het moeilijk om van een middeleeuwse orde, die immers een gemeenschap van ridders was, te spreken. Ze wordt daarom in de faleristische literatuur niet als een volwaardige ridderorde beschouwd. De naam "Jehovaorden" maakt de keten desondanks tot een ordeteken. Ook in andere landen hebben orden bestaan die alleen door de vorst (de Orde van Ali in Perzië) of door de koning en zijn kroonprins (de Orde van de Heilige Prins Lazarus in Servië en later in Joegoslavië) werden gedragen.
De keten van de Serafijnenorde bevat volgens Gustav Adolph Ackermann elementen uit de keten van de Jehova-Orde.
In 1606 bestelde de koning bij de goudsmid Antonij Groot de Oudere, muntmeester in Stockholm, vier kostbare ketens en vier hangers.
De ketens, drie daarvan zijn bewaard gebleven in de koninklijke verzameling in Stockholm, bestonden uit 24 gouden schakels. Twaalf schakels hadden de vorm van twee ineengeslagen gehandschoende handen met daarachter een korenschoof. De korenschoof kwam voor in het wapen van het Huis Wasa. De rijk geëmailleerde schakels waren met rode Pyroop, een granaat, en blauw gesmolten glas versierd.
De 12 andere schakels kregen de vorm van rijkversierde renaissancejuwelen met in het midden een grote tafelgeslepen bergkristal.
De keten wekt de indruk met tafelgeslepen diamanten, robijnen en saffieren versierd te zijn maar dat is niet zo.
Het versiersel of kleinood van de orde is een hanger. In de vroege 17e eeuw waren aan ridderorden nog geen geborduurde sterren verbonden en men droeg dergelijke hangers of kleinoden aan een keten of een lint om de hals. Hier koos de koning een ring van rode granaten met daarin een ster met acht punten. Iedere punt werd met vier tafelgeslepen rotskristallen ingelegd. In het midden is een zeer luisterrijke en heldere bergkristal met daarop het woord "JHWH" in Hebreeuws schrift gekrast. De letters zijn met goud ingelegd. De verbindende ring tussen keten en kleinood is blauw geëmailleerd.
Onder het versiersel hangt een kleine bergkristal in een gouden zetting.

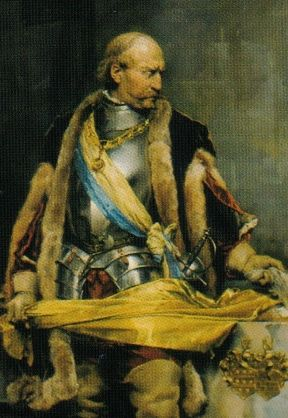
Karel IX met een keten op een schilderij uit 1878

De ontwerper van de keten en het kleinood is niet bekend. Van de juweliers weten we dat Rupprecht Miller drie van de vier kleinoden heeft vervaardigd. Muntmeester Antonij Groot de Oudere was voor de fabricage verantwoordelijk.
Het ontwerp wijkt af van het later gangbare gebruik van kruisen in de kleinoden en emblemen van ridderorden. Ook het gebruik van de Hebreeuwse aanduiding "JHWH" en het gebruik van Hebreeuwse letters is opvallend.
De keuze van bergkristal kan worden toegeschreven aan het geloof dat deze kristallen zouden breken of verkleuren wanneer zij met gif in aanraking kwamen. Zo werd de keten een amulet dat de koning beschermde. Vergelijk de Rudolfinische keizerskroon. Het bergkristal was ook een vervanging voor het veel kostbaarder en in die tijd uiterst zeldzame diamant. Diamanten konden in de 17e eeuw moeilijk worden geslepen en gekloofd.
De orde wordt op geen van de contemporaine portretten van Karel IX en zijn verwanten gedragen. We weten daarom niets met zekerheid over de wijze waarop men de Orde van Jehova in 1606 heeft gedragen. Op 19e-eeuwse genrestukken wordt de koning afgebeeld met een gouden keten die niet als die van de Jehova-orde te herkennen valt. De orde heeft ook geen rol in de heraldiek van Zweden gespeeld. Er zijn geen afbeeldingen bekend waarop de keten als heraldisch pronkstuk rond een wapenschild is gehangen.
Omdat Karel X zelf een orde instelde geraakte de Orde van Jehova al snel in vergetelheid. Toen de Zweedse koning Frederik I zijn land in 1748 een modern decoratiestelsel gaf en drie ridderorden instelde werd de Orde niet meer tot leven gewekt. De Orde van de Serafijnen kreeg haar plaats als de meestal door de Zweedse vorst gedragen hoogste onderscheiding.

## De orde en het regeringsmotto
De vier door de 17e-eeuwse Zweedse monarchen ingestelde orden zijn nauw verbonden met hun regeringsmotto.
- De Salvatororde van Erik XIV naar "Deus dat cui vult". (1560)
- De Agnus Dei-orde van Johan III naar "Deus protector noster". (1568)
- De Jehova-orde van Karel IX naar "Jehovah solatium meum". (1604)
- De Jezusorde van Karel XI naar "In Jehovah sors mea, ipse faciet" en "Factus est Dominus protector meus". (1660)

## De geschiedenis van de vier ketens
Op 15 maart 1607 droegen de koning en drie prinsen van zijn Huis,Gustav Adolf (1594 - 1632), Carl Philip (1601 - 1622) en Johan Hertog van Östergötland (1589-1618), de keten tijdens de kroningsplechtigheid in de kathedraal van Uppsala. Het is niet bekend of de ketens daarna zijn gedragen. Gedurende 221 jaar lagen zij in de Koninklijke Schatkamer in Stockholm waar men ze tot de regalia van Zweden telde.
De plaats op de inventaris van de Zweedse regalia behoedde de vier ketens voor het lot dat zoveel andere sieraden uit de renaissance trof. Ze werden niet omgesmolten en het loonde de moeite niet om de onedele sierstenen uit de zetting te slopen.
In 1828 reorganiseerde de Zweedse koning zijn regalia. De Koninklijke Schatkamer werd opgeheven. De vier onbruikbare en sinds meer dan tweehonderd jaar ongebruikte ketens werden overgebracht naar de Nationale Historische Verzamelingen in Stockholm.
In 1932 werden de vier ketens (een keten mist een schakel) en een enkele hanger in de collectie van het Koninklijk Arsenaal opgenomen. De verblijfplaats van de missende stukken is onbekend. Buiten Zweden bevinden zich voor zover bekend geen versierselen van de Koninklijke Orde van Jehova.